# Осада Джибо
Осада Джибо — продолжающаяся блокада города Джибо в Буркина-Фасо несколькими группировками исламистских повстанцев-джихадистов. Осада началась в феврале 2022 года и является частью повстанческого движения джихадистов в Буркина-Фасо.
Джибо расположен на севере Буркина-Фасо, в районе, который является одним из центров активности повстанцев-джихадистов. С началом повстанческого движения джихадистов в 2015 году город постепенно изолировался от остальной части страны, поскольку повстанцы усиливали атаки. С начала 2022 года повстанцы организовали масштабную блокаду, сначала вытеснив жителей села с территорий вокруг Джибо, вынудив беженцев искать убежища в поселении. Затем они начали атаковать местную инфраструктуру, не давать людям покинуть Джибо, и устраивать засады на конвои с припасами в город, подвергая его жителей опасности голодной смерти. Хотя силам безопасности Буркина-Фасо иногда удавалось доставлять в Джибо новые припасы, с течением месяцев положение окружённого населения становилось все более тяжёлым. Переговоры между представителями правительства и повстанцами, направленные на мирное прекращение осады, были саботированы проправительственными ополченцами.

## История
Джибо является столицей провинции Сум и изначально был одним из важнейших центров торговли скотом в Сахеле. С самого начала джихадистского повстанческого движения в Буркина-Фасо в 2015 году территория вокруг Джибо была центром активности повстанцев. По мере обострения боевых действий повстанцы всё больше изолировали город. К 2019 году местные чиновники и силы безопасности уже опасались постоянных нападений, и France24 описал Джибо как «живущий как будто в осадном положении» Отсутствие безопасности в этом районе ещё больше усугубилось с ноября 2021 года.
По мере того как деревни в провинции Сум становились всё более уязвимыми для нападений повстанцев, многие люди бежали из сельской местности и искали убежища в Джибо. В январе 2022 года вооруженные силы Буркина-Фасо начали операцию «Лаабингол-1» и уничтожили несколько лагерей повстанцев на севере, в основном в провинции Сум. В ответ повстанцы нацелились атаковать 14-й межвойсковой полк, базирующийся в Джибо.

## Осада
Осада началась 16 или 17 февраля 2022 года. Силы джихадистов окружили город, не давая местным жителям уйти, а также поставлять припасы в поселение. Повстанцы перехватывали автобусы общественного транспорта и грузовики с товарами между Бурзангой и Намсигией, сообщая водителям, что они будут казнены, если кто-либо из них попытается въехать в Джибо. Они также посетили деревни вокруг города, указав местным жителям покинуть город в течение трех дней. Поселения Баагадумба, Баама, Мандали, Синтау, Фиргинди, Джау-джау, Баакур, Сенобани и Инагани были заброшены, их жители переселены в Джибо, а население Гануа, Се, Петелтиуди, Пилаади и Симбе было взято в заложники джихадистми, въезд в город им был запрещён. Таким образом, население города увеличилось с 60 000 до 200 000—300 000 человек. Загнав большую часть местного населения в очень ограниченный район в черте города, повстанцы оказали давление на силы безопасности, разрушили местную экономику и затруднили правительству снабжение Диджбо.
Осаждающие повстанцы принадлежат к нескольким группировкам, включая «Ансар-уль-Ислам» и JNIM, связанную с "Аль-Каидой ". Повстанцы поддерживают осаду, регулярно устраивая засады на конвои с припасами, минируя дороги в город, возводя контрольно-пропускные пункты, и разрушая местную водную инфраструктуру. К началу марта нехватка продовольствия и воды уже создавала «ужасную гуманитарную ситуацию». ВВС Буркина-Фасо бомбили джихадистов возле Джибо с 20 по 22 марта, в результате чего, как сообщается, погибло 53 человека. С другой стороны, повстанцы в том же месяце напали на город, повредив местные водные объекты. Сообщается, что перед отступлением повстанческие рейдеры сказали местным жителям, что они нанесут городу «украинскую смерть» (французский язык: «la mort ukrainienne»), имея в виду продолжавшуюся в то время осаду Мариуполя.
В апреле военная хунта Буркина-Фасо попыталась организовать переговоры с повстанцами о снятии осады. Эмир Джибо Бубакари Дико, его советники и другие местные высокопоставленные лица встретились с командирами «Ансар-уль-Ислам» недалеко от города, поскольку повстанцы предпочитали вести переговоры с этими людьми, а не с обычными правительственными чиновниками. Ансар-уль-Ислам потребовал, чтобы жители Джибо закрыли все свои бары, прекратили аресты, а мужчины отрастили бороды и носили короткие штаны[уточнить] в соответствии с их исламистскими стандартами одежды. Кроме того, город должен был стать нейтральным в отношении повстанцев. Эмир сказал повстанцам, что эти требования трудно выполнить, хотя он и другие представители будут пытаться, пока осада будет снята. Несмотря на расплывчатость этого ответа, лидер «Ансар-уль-Ислам» Джафар Дико согласился ослабить блокаду города своей группой 20/21 апреля. Таким образом, вооруженные силы Буркина-Фасо смогли сопровождать колонну из 100 грузовиков с едой в Диджбо. Однако в соглашении участвовали только группы, не связанные с «Аль-Каидой» и «Исламским государством»; Таким образом, повстанческие группировки, принадлежащие к этим организациям, продолжали свои атаки в этом районе. Кроме того, военные, как сообщается, пытались воспрепятствовать свободному передвижению из Джибо, опасаясь, что местные жители могут контрабандой переправлять еду осаждающим повстанцам. Злоупотребления, совершенные военными и проправительственными ополченцами ВДП в отношении мирных жителей в Джибо, в конечном итоге «сорвали диалог, направленный на снятие блокады города». Когда 20 мирных жителей попытались покинуть Джибо, они были убиты ВДП. Ополченцы ВДП, многие из которых не были местными жителями, яростно выступали против любого компромисса с джихадистами.
К маю город снова был в основном отрезан от помощи извне и страдал от нехватки продовольствия и воды. 26 мая в результате авиаудара ВВС Буркина-Фасо недалеко от Джибо погиб командир JNIM Тидиан Джибрилу Дико и десять других боевиков. 2 июня повстанцы ворвались в город и обстреляли две базы местных сил безопасности, убив солдат и четырёх ВДП. Это нападение ещё больше деморализовало местное население, и когда колонна торговцев попыталась покинуть город на юг, так много людей попытались сесть на грузовики, чтобы сбежать из Джибо, что колонну пришлось отменить. В июле повстанцы взорвали два моста в Джибо, что ещё больше воспрепятствовало любым попыткам снабжения города по суше. В начале августа в военную колонну, направлявшуюся в Джибо, взорвалась придорожная бомба, в результате чего погибли 15 солдат. В этот момент у большинства жителей Джибо был доступ к еде не более одного раза в день, и многие начали прибегать к употреблению в пищу листьев деревьев.
5 сентября придорожная бомба попала в колонну снабжения из Бурзанги, которая пыталась добраться до Джибо; 35 человек погибли, десятки получили ранения. 26 сентября колонна с припасами в Джибо попала в засаду повстанцев, что привело к гибели 27 буркинабских солдат и похищению 50 мирных жителей. Офицеры Буркина-Фасо запросили поддержку у сил, участвовавших в операции «Бархан», и французские ВВС вмешались, чтобы спасти то, что осталось от окруженного конвоя. Эта засада ещё больше подорвала общественное доверие к правительству временного президента Поля-Анри Сандаого Дамибы и, возможно, способствовала его свержению 30 сентября. К началу октября Джибо в основном снабжался гуманитарными рейсами.

### Попытка штурма
26 ноября 2023 года, после более чем года осады, большой отряд джихадистов на мотоциклах и пикапах предпринял попытку взять город штурмом. По сообщениям властей, город атаковали около трех тысяч боевиков, наступавших волнами, около 14:00 или 15:00. Джихадистам удалось проникнуть на местную военную базу и убить нескольких правительственных солдат. Согласно местным жителям, боевики установили полный контроль над этой базой. В других частях города нападениям джихадистов подверглись дома, магазины, места размещения беженцев. Было убито по меньшей мере 40 и ранено 42 гражданских. Нападавшие сожгли 20 магазинов и три места размещения беженцев.
Нападение продолжалось около трех часов, после чего большинство нападавших начали отступление, забрав с собой захваченные оружие, боеприпасы и даже бронетранспорт. К 18:00 большинство боевиков покинули Джибо. К этому моменту правительственная авиация начала наносить удары по джихадистам. По сообщению сил правопорядка, правительственные войска при поддержке авиации предприняли контратаку, вытеснив нападавших из города. Позже появилось сообщение от вооруженных сил , что войска нанесли джихадистам большой ущерб и незамедлительно пошли в контратаку. В целом, по оценке военных, им в течение двух дней удалось убить более 400 мятежников в Джибо и окрестностях. После нападения волонтеры организации  Doctors Without Borders оказали помощь пострадавшим жителям. Ситуация в районе Джибо оставалась неопределенной, хотя местные источники сообщали, что правительственным силам удалось вернуть захваченную военную базу под свой контроль.